# پراتولا پلینیا
پراتولا پلینیا (به ایتالیایی: Pratola Peligna) یک کومونه در ایتالیا است که در استان لاکویلا واقع شده‌است.

## خصوصیات
پراتولا پلینیا ۲۸٫۲۷ کیلومترمربع مساحت و ۷٬۶۵۲ نفر جمعیت دارد و ۳۴۲ متر بالاتر از سطح دریا واقع شده‌است.

## خواهرخوانده
شهر همیلتون، انتاریو خواهرخواندهٔ پراتولا پلینیا هست.